# Керрі Волш-Дженнінгс
Керрі Волш-Дженнінгс (англ. Kerri Walsh Jennings; нар. 15 серпня 1978) — американська пляжна волейболістка, триразова олімпійська чемпіонка та триразова чемпіонка світу.
Три золоті олімпійські медалі Керрі Волш здобула в парі з Місті Мей. Бронзову медаль Олімпіади в Ріо Волш виборола з Ейпріл Росс.

## Виступи на Олімпіадах
| Олімпіада   | Дисципліна       | Місце |
| ----------- | ---------------- | ----- |
| Сідней 2000 | волейбол         | 4     |
| Афіни 2004  | пляжний волейбол | 1     |
| Пекін 2008  | пляжний волейбол | 1     |
| Лондон 2012 | пляжний волейбол | 1     |
| Ріо 2016    | пляжний волейбол | 3     |

## Галерея

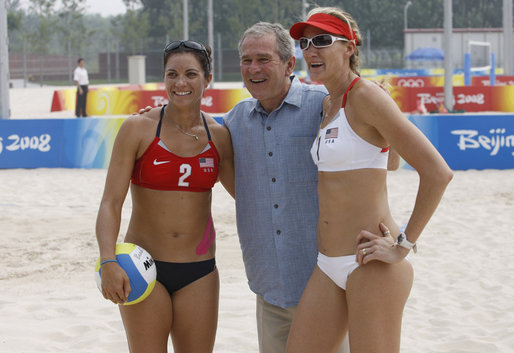
Місті Мей, Джордж Буш і Керрі Волш.
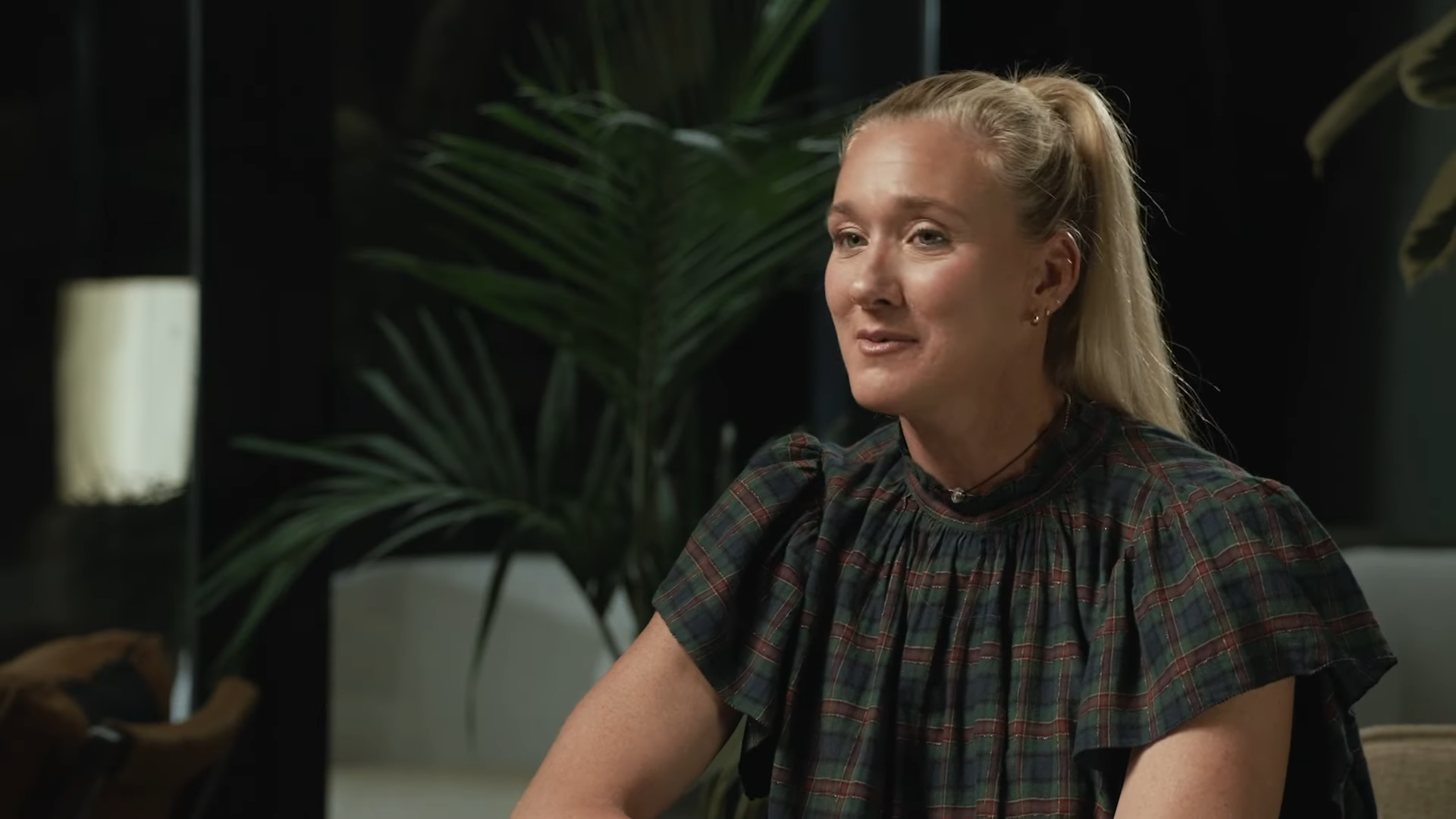
2023 рік.